# Shixi (köpinghuvudort i Kina, Guizhou Sheng, lat 28,84, long 107,12)
Shixi (kinesiska: 狮溪, 狮溪镇, 狮溪口) är en köpinghuvudort i Kina. Den ligger i provinsen Guizhou, i den sydvästra delen av landet, omkring 250 kilometer norr om provinshuvudstaden Guiyang. Antalet invånare är 25 151. Befolkningen består av 12 283 kvinnor och 12 868 män. Barn under 15 år utgör 27,0 %, vuxna 15-64 år 60 %, och äldre över 65 år 11,0 %.